# 消しゴムマジック
消しゴムマジック（けしゴムマジック、英語: Magic Eraser）とは、GoogleがGoogle フォトのサービスとして提供する、写真や動画から不要な要素を削除する編集機能である。Google Pixelスマートフォンをはじめ、その他のAndroidスマートフォンやiPhone等でも使用できる。

## 概要
2021年に、Google TensorのAI機能を使い、画像の中から不要なものや、写り込んだ人物などを削除できる機能として、Pixel 6シリーズのみで導入された。Pixel 6以降に発売されたTensor搭載のPixelスマートフォンでも、専用機能として利用できる。
2023年10月には、Pixel 8/8 Pro向けに、上記の消しゴムマジックに加え、撮影した動画から、雑音などの不要な音を削除することができる「音声消しゴムマジック」が追加された。
2023年3月に、全てのAndroidデバイスで利用可能となり、Pixelユーザーにとどまらず、Google One加入者向けの機能となった。ただし、音声消しゴムマジックはPixel 8シリーズ専用である。

## 特徴

### 消しゴムマジック
Googleフォトアプリ内で、消しゴムマジックの項目を選択後、写真から削除したい人物や物などの対象を指でなぞって囲むことで、その対象を削除または周囲と馴染む色に変更することができる。
Pixel 6/6aやそれ以降のPixelスマートフォンでは、Tensorを使用するためオフラインで動作するが、それ以外のAndroidデバイスではインターネット接続を必要とする。

### 音声消しゴムマジック
Googleフォトアプリ内で、撮影した動画を開いて編集画面に遷移した後、音声の編集項目を選択すると、数秒の読み込みを経て、動画内の音声が自動で認識される。ここで、表示されたトラックの音量スライダーを左右に動かすと、各要素の音量を調整することができる。

## 日本での展開
2022年10月から、フワちゃんを起用したテレビCMの放映を開始した。フワちゃんが自撮りした際に、写真に映り込んだ監督を消す内容となっており、そのCM内にある「消しゴムマジックで消してやるのさ」というフレーズが、2023年4月に、Twitter（現在のX）での投稿により話題となった。なお、このセリフはフワちゃん自身が考案したものである。
2023年5月に放映が始まったPixel 7aのテレビCMや、音声消しゴムマジックを紹介する同年10月のCMでも、同様にフワちゃんが起用されている。
なお、これら上述のテレビCM映像はYouTubeにも公開されていたが、2024年8月にフワちゃんがXに投稿した不適切発言を受け、他者を尊重しない行為に関して厳格なポリシーを有するGoogleはフワちゃんを起用したGoogle Pixelの広告・販促物などの掲載停止を決断した。8月6日までにテレビCM映像は非公開となった上、Google Japanの公式Xに投稿されていたフワちゃん関連のポストも全て削除されている。